# Denis Donát
Denis Donát (* 14. září 2001) je český profesionální fotbalista, který hraje na pozici středního obránce za český klub FK Mladá Boleslav a za český národní tým do 21 let.
Hraje převážně na postu stopera, v týmu FK Náchod nastupoval jako střední defenzivní záložník. Fotbal hrál nebo stále ještě hraje jeho otec i bratr.

## Klubová kariéra

### FC Hradec Králové
Svoji fotbalovou kariéru začal v mužstvu FK Náchod, kde působil do kategorie U–14 a následně zamířil do klubu FC Hradec Králové. Před jarní částí sezony 2019/20 se zapojil do přípravy prvního týmu, avšak po 14 dnech se vrátil do dorostu. Ligový debut v dresu "áčka" tak za Hradce absolvoval až ve 22. kole hraném 11. června 2020 proti Viktorii Žižkov (výhra 5:0), na hrací plochu přišel v 85. minutě namísto Jiřího Kateřiňáka. Poprvé za první mužstvo "Votroků" skóroval v lieu na jaře 2021 v souboji s Vysočinou Jihlava (výhra 4:0), ve 49. minutě zvyšoval na průběžných 2:0. Následně se střelecky prosadil v lize v "áčku" 14. 4. 2021 proti klubu FC MAS Táborsko, kdy gólem z 84. minuty stanovil konečný výsledek 3:0 na domácím hřišti. Na jaře 2021 po 23. kole hraném 8. května 2021 postoupil s Hradcem po výhře 2:1 nad Duklou Praha z prvního místa tabulky do nejvyšší soutěže, kam se "Votroci" vrátili po čtyřech letech.